# Continuum (John-Mayer-Album)

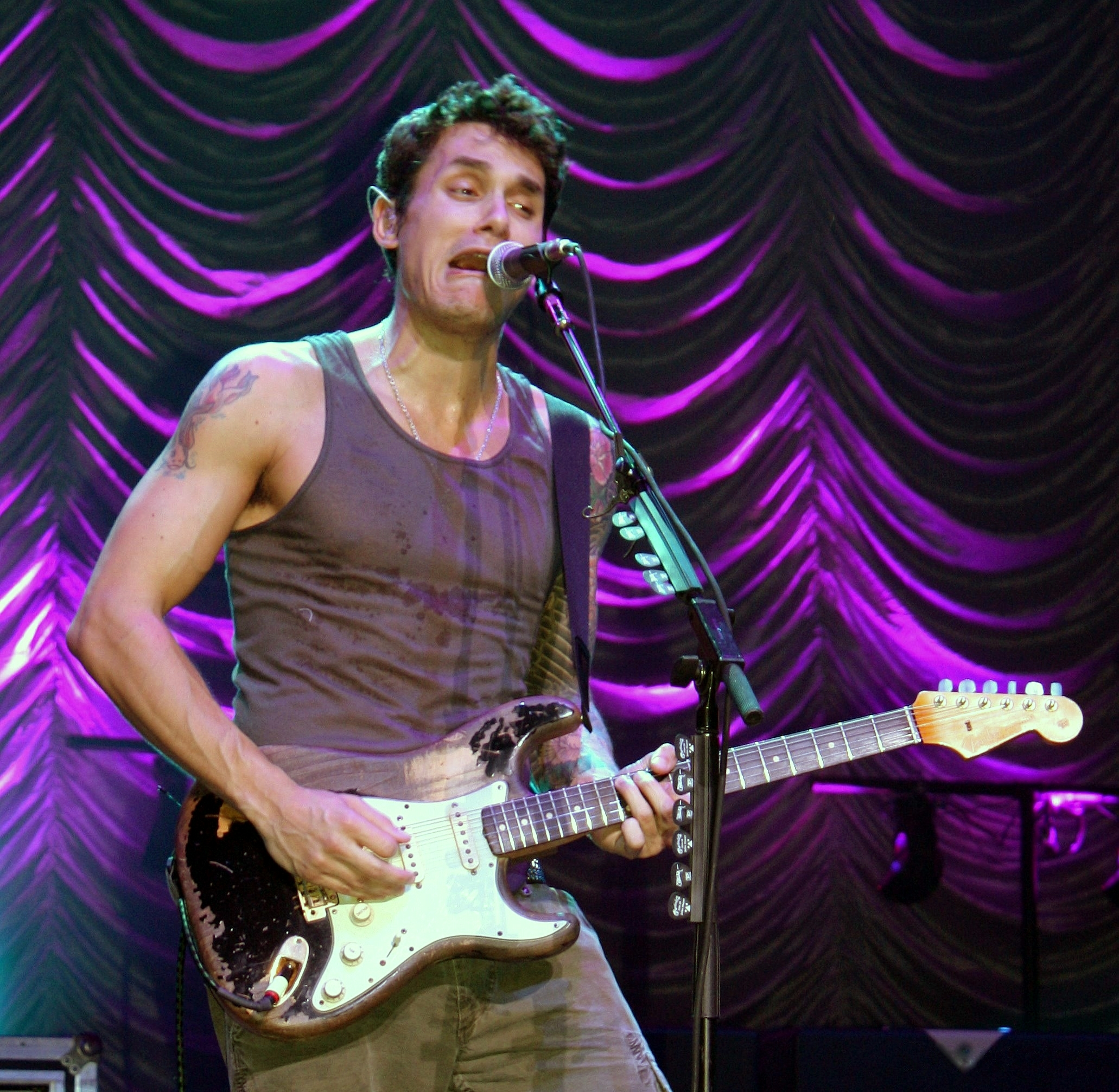
John Mayer präsentiert Continuum 2008 in Cleveland

Continuum ist das dritte Studioalbum von Gitarrist und Sänger John Mayer. Es erschien am 9. September 2006 bei Columbia Records. In Deutschland kam das Album am 19. Januar 2007 auf den Markt.
Im Unterschied zu seinen Vorgängern ist das Album stark vom Blues beeinflusst und rückt Mayers Gitarrenspiel in den Vordergrund. 2006 gewann Mayer mit Continuum den Grammy für das beste Popalbum des Jahres.

## Entstehung
Nach der Veröffentlichung seines zweiten Studioalbums Heavier Things 2003 tourte John Mayer und veröffentlichte das Live-Album As/Is. Zu dieser Zeit wandte er sich zunehmend von der Popmusik, für die er bis dahin bekannt war, ab und begann mit Jazz- und Bluesmusikern wie Buddy Guy und Herbie Hancock zusammenzuarbeiten. Gleichzeitig begann Mayer mit den Vorbereitungen für sein drittes Studioalbum Continuum.
Am 15. Januar 2005 trat John Mayer im Rahmen eines Telethons für die Opfer der Erdbeben im Indischen Ozean 2004 auf. Zusammen mit dem Schlagzeuger Steve Jordan und dem Bassisten Pino Palladino präsentierte er das Hendrix-Cover Bold As Love. Nach diesem Auftritt gründeten die drei Musiker das John Mayer Trio, welches noch im selben Jahr tourte und das Live-Album Try! veröffentlichte. Dieser Stilwechsel hin zum Bluesrock wurde von der Kritik als wichtiger Schritt in Mayers musikalischer Entwicklung gesehen und hatte großen Einfluss auf Mayers anstehendes drittes Studioalbum.

### Aufnahmen
Die Aufnahmen zu Continuum begannen am 16. Januar 2005, einen Tag nach dem ersten Fernsehauftritt des späteren John Mayer Trios, in den Right Track/Sound on Sound Studios in unmittelbarer Nähe des Times Square in New York City. Weitere Studio-Sessions zu Continuum fanden im Laufe des Jahres in den Avatar Studios (ebenfalls New York) sowie den Royal Studios in Memphis und im The Village Recorder in Los Angeles statt.
John Mayer, Pino Palladino und Steve Jordan, die auf allen zwölf Titeln spielen, wurden dabei immer wieder von Gastmusikern unterstützt. So sind auf Continuum unter anderem Ben Harper, der Jazz-Trompeter Roy Hargrove und der Gitarrist James Valentine (Maroon 5) zu hören.
In seiner Kolumne im US-Magazin Esquire äußerte sich Mayer im September 2005 begeistert über die voranschreitende Arbeit an Continuum, noch nie habe er etwas vergleichbares erlebt. In einem Interview sagte er zur gleichen Zeit, sein Label Columbia mache ihm keine Vorgaben und er werde das Album dort erst nach Ende der Aufnahmen vorstellen.

### Produktion

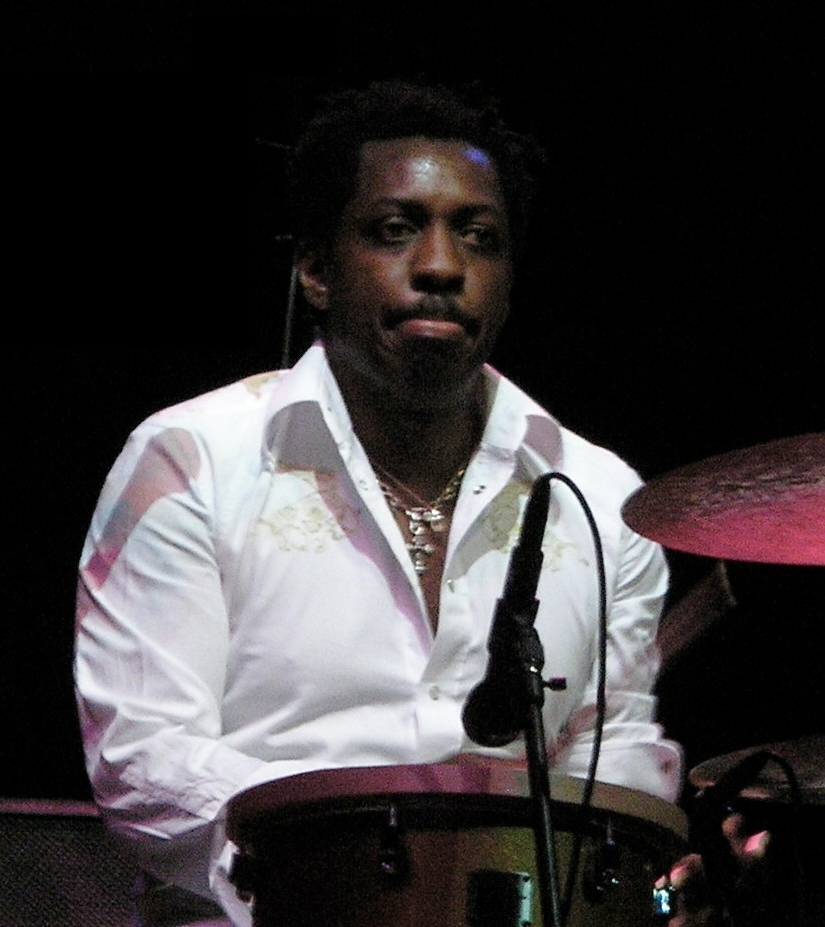
Produzent und Schlagzeuger Steve Jordan

John Mayer produzierte das Album selbst, um seine eigenen Ideen unverfälscht umsetzen zu können. Als Co-Produzent engagierte John Mayer den Schlagzeuger Steve Jordan, der bereits am Vorgängeralbum Heavier Things mitgewirkt hatte. Jordan war vor allem für Schlagzeug und Bass zuständig, während Mayer sich um Gesang und Gitarren kümmerte. John Mayer zufolge war Continuum nur durch diese Zusammenarbeit möglich, Jordan habe ihm zum einen ein neues Verständnis von der Studioarbeit gegeben und zum anderen die passenden Grooves zu seiner Musik entwickelt. Mayer sagte zudem in einem Interview, dass Jordan ihm helfe, seinen eigenen „Sound“ (deutsch Klang) zu finden und umzusetzen.
Toningenieure waren hauptsächlich Chad Franscoviak und Joe Ferla. Franscoviak, der auch schon an Heavier Things beteiligt war und als Live-Mixer für den Künstler arbeitet, begleitete zudem die Studio-Sessions zum Songwriting. Unterstützt wurden sie von John Alagía, der Mayers Debütalbum Room for Squares produziert hatte, und Dave O’Donnell. Abgemischt wurde Continuum von Michael Brauer und Manny Marroquin, das Mastering übernahm Greg Calbi.

### Songwriting
Während die meisten Titel zu Beginn der Aufnahmen bereits geschrieben waren, entstanden einige erst im Studio. So entwickelte sich In Repair bei einer eintägigen Jam-Session mit Gitarrist Charlie Hunter und Steve Jordan, Vultures stammt aus der Feder des John Mayer Trio und entstand in der Vorbereitung zu dessen Tour 2005.
John Mayer erklärte rückblickend, dass er sich vor Continuum nicht vorstellen konnte, dass er als Musiker in der Lage sei, ein solches Album zu komponieren und einzuspielen. Sein Selbstverständnis habe sich durch die Aufnahmen und den Erfolg grundlegend geändert:

„Was Musik so aufregend macht ist, dass du, wenn du dich anstrengst oder dich ganz dem Geist der Sache verschreibst, mehr werden kannst als du ursprünglich dachtest.“

### Titel des Albums
Der Titel des Albums stand bereits vor Beginn der Aufnahmen fest.
Mayer wählte Continuum (deutsch Kontinuum, „etwas lückenlos zusammenhängendes, etwas Stetiges“) nach eigenen Angaben deshalb, weil es im Vergleich zu den Vorgängern zwar eine Weiterentwicklung sei, aber dennoch in direktem musikalischen Zusammenhang mit diesen stehe. Er habe zudem ein Album einspielen wollen, das die Zeit überdauert und „nicht aus der Mode kommt“.

## Titelliste
1. Waiting On The World To Change (Mayer) – 3:21
2. I Don’t Trust Myself With Loving You (Mayer) – 4:52
3. Belief (Mayer) – 4:02
4. Gravity (Mayer) – 4:05
5. The Heart of Life (Mayer)
6. Vultures (Mayer, Steve Jordan, Palladino) –
7. Stop This Train (Mayer) – 4:45
8. Slow Dancing In A Burning Room (Mayer) – 4:02
9. Bold As Love (Jimi Hendrix) – 4:18
10. Dreaming With A Broken Heart (Mayer) – 4:07
11. In Repair (Mayer, Hunter) – 6:09
12. I’m Gonna Find Another You (Mayer) – 2:43

## Musikstil
Alle zwölf Titel auf Continuum sind im mittleren Tempo gehalten, unterscheiden sich aber bisweilen deutlich im Stil.
Im Unterschied zu den vorherigen Studioalben John Mayers, die meist zum Genre des Pop gerechnet werden, ist Continuum stark vom Rhythm and Blues beeinflusst. Es unterscheidet sich jedoch deutlich vom Bluesrock des John Mayer Trio. Eine genaue stilistische Einordnung fiel der Kritik schwer, so wurde die Musik auf Continuum als anspruchsvoller Pop, aber auch als Mischung aus Blues und Soul in der Tradition von Jimi Hendrix und Stevie Ray Vaughan bezeichnet. Als weitere Einflüsse wurden auch Soft Funk und Folk genannt.
In einem Interview beschrieb John Mayer, der Continuum grundsätzlich als Pop-Album sieht, den Klang des Albums anhand des Titels Gravity:

„Dieser Song [„Gravity“] bestimmt für mich wirklich den Klang des Albums. Diese gefühlvolle, dichte und auf gewisse Weise auch einfache Art.“

Dabei sei „einfach“ in dem Sinne zu verstehen, dass er sich musikalisch auf das Wesentliche beschränkt habe, also durchaus mehr hätte spielen können. Diese Einfachheit zeigt sich besonders in der zurückhaltenden Instrumentalisierung, die wiederum Mayers blueslastiges Gitarrenspiel in den Vordergrund rückt. Als Vorbild dafür wird von Kritikern und auch Mayer selbst Eric Clapton genannt.
Mit Belief und Waiting on the World to Change finden sich jedoch auch zwei aufwändig arrangierte Titel auf Continuum. Belief ist deutlich vom Jazz beeinflusst und wird von einem aus sechs Noten bestehenden Gitarrenriff getragen. In Waiting on the World to Change kommt ein großer Chor zum Einsatz.

## Inhalt
Viele der Songs auf Continuum haben gescheiterte Liebesbeziehungen zum Inhalt, John Mayer setzt sich jedoch auch mit dem Alter sowie erstmals mit Politik auseinander.
Der erste Titel des Albums, Waiting on the World to Change (deutsch: „[Wir] warten [darauf], dass die Welt sich ändert“), beschäftigt sich mit der scheinbar unpolitischen Haltung der sogenannten Generation Y, zu welcher der Musiker selbst gehört. Mayer erklärt, dass seine Generation sehr wohl die Missstände in der Welt erkenne, aber keine Möglichkeiten sehe, dagegen etwas zu unternehmen:
It’s not that we don’t care,

We just know that the fight ain’t fair

So we keep on waiting

Waiting on the world to change.
Es ist nicht so, dass es uns nicht interessiert,

wir wissen einfach, dass der Kampf nicht gerecht ist.

Deshalb warten wir weiter

Warten wir weiter darauf, dass die Welt sich ändert.
Waiting On The World To Change
In einem Interview sagte Mayer, dass vermutlich sehr viele Menschen diesen Gedanken haben und nachvollziehen können. jedoch würde niemand darüber sprechen. Zudem kritisiert er die Medien, denn sie würden bewusst Informationen manipulieren und somit verhindern, dass sich die Menschen eine eigene, unabhängige Meinung bilden können.
In dem Song Belief (deutsch: „[der] Glaube“) beschäftigt sich John Mayer mit dem Glauben. Jeder Mensch habe eine Vorstellung davon, wie die Welt auszusehen habe und lasse sich nur schwer von dieser Überzeugung abbringen. Im Grunde sei Glaube etwas schönes, solange es aber der Grund sei, warum Menschen Krieg führen, werde es niemals Frieden geben können.
In sechs Titeln widmet sich John Mayer auf Continuum Liebesbeziehungen, die zumeist im Scheitern begriffen oder bereits gescheitert sind. Einzig In Repair hat eine positive Grundstimmung.
In I Don’t Trust Myself (With Loving You) (deutsch: „Ich traue mir selbst nicht [zu] (dich zu lieben)“) beschreibt Mayer die Sorge, dass er eine gerade beginnende Beziehung in Zukunft selbst zerstören werde. Dies sei bisher stets so gewesen, daher traue er sich selbst nicht in seiner Verliebtheit. In einem Interview sagte Mayer, man könne den Song gewissermaßen als Warnung an eine Frau verstehen.
Slow Dancing in a Burning Room (deutsch: „[Wir tanzen] Stehblues in einem brennenden Zimmer“) handelt von einer im Scheitern begriffenen Beziehung. Mayer verwendet die Titelzeile als Umschreibung für die Situation, in der beide Partner dies erkennen.
In der Ballade Dreaming With a Broken Heart (deutsch: „Träumen mit einem gebrochenen Herz“) beschreibt Mayer seine Erfahrungen mit Liebeskummer, der ihn vor allem nach dem Aufstehen überkommt.
In The Heart of Life (deutsch: „Das Herz des Lebens“, sinngemäß: der Kern des Lebens) stellt Mayer fest, dass bei allem empfundenen Schmerz das Leben dennoch grundsätzlich “good” (deutsch: gut) sei (sinngemäß: das Leben hat ein gutes Herz). In einem Interview erklärte Mayer, dass er nur selten einen solch guten Song geschrieben habe. Er sei sehr froh darüber, dass er diesen Titel bereits am Anfang seiner Karriere habe aufnehmen können.
In dem zusammen mit Charlie Hunter geschriebenen Song In Repair (deutsch: „In Reparatur“) beschreibt Mayer das Gefühl, eine „Phase der Dunkelheit“ allmählich hinter sich zu lassen. Der Sänger schildert in dem Song, wie er nach langem Liebeskummer wieder eine Frau kennengelernt hat, mit der er sich eine Beziehung vorstellen kann. Jedoch ist Mayer nur verhalten optimistisch, im Refrain singt er:
But if I take my heart’s advice

I should assume it’s still unsteady
Aber wenn ich auf den Rat meines Herzens höre

sollt ich davon ausgehen, dass es noch nichts dauerhaftes ist
In Repair
Für das Songwriting zu In Repair traf sich Mayer mit Charlie Hunter und Steve Jordan in den Avatar Studios in New York. Während Hunter auf einer 8-saitigen Gitarre Bassläufe spielte, verwendete John Mayer eine spezielle Anordnung von Effektgeräten, durch die seine Gitarre wie eine Orgel klingt. Der vollständige Titel entstand innerhalb von nur einem Tag. Eine Dokumentation über die Entwicklung des Songs erschien 2007 unter dem Titel In Repair: One Song, One Day mit der Downloadversion der EP The Village Sessions.
Der letzte Titel auf Continuum, I’m Gonna Find Another You (deutsch: „Ich werde ein anderes Dich finden“), bringt die Hoffnung zum Ausdruck, nach überwundenem Liebeskummer erneut eine ähnliche Beziehung zu erleben.
Stop This Train (deutsch: „Halte diesen Zug an“) handelt von den Veränderungen, die das Älterwerden mit sich bringt. Mayer bringt unter anderem die zunehmenden Schwierigkeiten und das Altern seiner Eltern zur Sprache. Im Refrain äußert er stets den Wunsch, der „Zug“, der symbolisch für das Älterwerden steht, möge anhalten, sieht jedoch am Ende ein, dass dies nicht möglich ist. Inhalt und Stimmung stehen im Gegensatz zu dem auf Room for Squares veröffentlichten Song 83, in dem John Mayer „nostalgisch“ auf seine Kindheit zurückblickt.
Die Ballade Gravity, (deutsch: „Gravitation“), einen langsamen Blues, bezeichnete John Mayer mehrfach als den wichtigsten Song, den er jemals geschrieben habe. Der Titel sei “simple” (deutsch „einfach“) gehalten und inhaltlich offen. Im Refrain heißt es etwa:
Gravity

Is working against me

And gravity

Wants to bring me down
Die Erdanziehung

arbeitet gegen mich

und möchte mich auf den Boden zurückholen
Gravity
Laut Mayer beschreibt dies den Wunsch, eine glückliche Situation nicht verlieren zu wollen. Somit lasse sich das Stück immer wieder neu interpretieren. Bei einem Konzert im Dezember 2005 sagte Mayer etwa, dass Gravity auch davon handele, wie schwer es zuweilen sei, mit seiner Bekanntheit umzugehen. Es gebe immer wieder Menschen, die versuchten, ihm seinen Erfolg zu nehmen.
In Vultures (deutsch: „Aasgeier“) beschreibt John Mayer das Gefühl, dass andere etwas von ihm nehmen. Dem Sänger zufolge spricht der Song nicht gezielt bestimmte Personen an, auch stehe er nicht unbedingt in Zusammenhang mit seinem Erfolg als Musiker. Der Refrain, den Mayer in Falsett singt, lautet:
Down to the wire

I wanted water but I’ll walk through the fire

If this is what takes me even higher

Then I’ll come through like I do

When the world keeps testing me, testing me, testing me
Bis zur letzten Minute

wollte ich Wasser, aber ich gehe durch das Feuer

wenn es das ist, was mich weiter nach oben bringt

Ich werde durchkommen, wie ich es tue

wenn die Welt mich prüft.
Vultures
Der „funkige“ Titel wurde von John Mayer, Steve Jordan und Pino Palladino 2005 für das John Mayer Trio geschrieben und ist der einzige Titel des Trios, der für Continuum übernommen wurde.

## Veröffentlichung und Vermarktung
Am 23. August 2006 wurde Continuum erstmals in voller Länge im Radio gespielt, am 12. September erschien das Album dann in den USA. Am 19. Januar 2007 wurde Continuum in Deutschland veröffentlicht. Als Singles wurden nacheinander Waiting On The World To Change, Gravity und Dreaming With A Broken Heart ausgekoppelt. Zur ersten Single wurde auch ein Musikvideo gedreht, das Mayer bei einem Spaziergang entlang des East River in New York zeigt.
Um das Album bekannt zu machen, wurde die Musik in verschiedenen Fernsehserien verwendet. Am Tag der Veröffentlichung von Continuum wurde der Titel Gravity in einer Folge von House gespielt. Am 21. September 2006 hatte Mayer einen Cameo-Auftritt in einer Folge der US-Krimiserie CSI und präsentierte Waiting On The World To Change sowie Slow Dancing In A Burning Room.
Im Oktober 2006 wurde Mayer eingeladen, im Rahmen der Fernsehreihe Live from Abbey Road eine Session in den Abbey Road Studios in London einzuspielen. Zusammen mit Teilen seiner Tour-Band präsentierte er Vultures, Gravity, Belief und Waiting On The World To Change, zudem äußerte er sich in Interviews zu den einzelnen Songs.
Im November 2007 erschien eine spezielle Ausgabe von Continuum, die auf einer zweiten CD je eine Live-Aufnahme von Vultures, Belief, Waiting on the World to Change, Dreaming With a Broken Heart und Gravity enthielt. Zudem war eine Aufnahme von „I Don’t Need No Doctor“, einem Song von Ray Charles, enthalten, die ebenfalls im Rahmen der Continuum Tour entstand. Darüber hinaus lag ein 20-seitiges Booklet mit Fotos der Tour und ein Gutschein zum Download des Songs „Say“ bei, den Mayer zwischenzeitlich für den Film Das Beste kommt zum Schluss geschrieben hatte.
2008 wurde das Album als Continuum (Revised) erneut veröffentlicht, diese Version enthielt Say als regulären 13. Titel.

### Covergestaltung
Das US-amerikanische Cover zeigt auf grauem Hintergrund den Titel „Continuum“ in weißen Großbuchstaben. Die ersten beiden Buchstaben sind miteinander verbunden und erinnern an das mathematische Symbol für Unendlichkeit. Auch die übrigen Buchstaben sind teilweise untereinander verbunden. Unter diesem Schriftzug steht in türkiser Schrift „Music by John Mayer“.
Für die Veröffentlichung in Deutschland wurden die Schriftzüge übernommen und auf ein Schwarzweiß-Foto von John Mayer montiert, das den Musiker vor einer Brücke zeigt.

## Rezeption
Continuum wurde von der Kritik durchweg positiv aufgenommen. Hervorgehoben wurde immer wieder die erfolgreiche Verschmelzung von Pop und Blues und Mayers Fähigkeiten als Songwriter. Insgesamt betrachtet sei das Album ein großer und wichtiger Schritt in Mayers Entwicklung als Künstler, was Mayers eigener Einschätzung entspricht.
Die New York Times befand, Mayer setze den mit Try! eingeschlagenen Weg fort, verbinde diesen jedoch erfolgreich mit seinem früheren Werk. Dennoch scheine er immer noch nach seinem Weg zu suchen, was sich sowohl in der Thematik als auch im Musikstil niederschlage. So sei Bold As Love, ein Cover, der stärkste Titel des Albums.
Das Musikmagazin Rolling Stone lobte ebenfalls die Synthese aus Pop und Blues, sie passe zu Mayer als Persönlichkeit. Seine Soli seien deutlich reifer und im Vergleich zu Try! zurückhaltender, er sei als Musiker gereift. 2008 bezeichnete das Magazin den Titel Gravity als einen der 100 bedeutendsten Gitarrensongs aller Zeiten. Das Stück verbinde wie kein anderes die unterschiedlichen Stilrichtungen Mayers.
Bold As Love wurde von der Kritik häufig positiv hervorgehoben. Die Wahl dieses Titels zeuge von großem Selbstbewusstsein, bisweilen sei Mayers Gitarrenspiel dem von Jimi Hendrix ebenbürtig. Mayer selbst sagte dagegen, dass er nur teilweise ein ähnliches Niveau wie Hendrix erreiche, dieses jedoch nicht für längere Zeit aufrechterhalten könne.
Continuum gewann 2006 den Grammy in der Kategorie “Best Pop Vocal Album”, zugleich wurde der Titel Waiting On The World To Change als bester Popsong eines männlichen Künstlers „(Best Male Pop Vocal Performance)“ ausgezeichnet. Nominiert war das Werk zudem als „Album Of The Year“. Im Rahmen der Verleihung spielte Mayer seine nächste Single Gravity.
Auf der Liste der 500 besten Alben aller Zeiten laut dem US-amerikanischen Rolling Stone erreichte es 2020 Platz 486.

## Kommerzieller Erfolg

### Chartplatzierungen
In den USA stieg das Album auf Platz 2 in die Billboard 200 ein und hielt sich insgesamt 85 Wochen in den Charts, wofür es zweifach mit Platin ausgezeichnet wurde. Von den Singles konnte nur Waiting On The World To Change eine gute Platzierung in den Hot 100 erreichen und wurde für über eine Million verkaufte Exemplare mit Platin ausgezeichnet. Die weiteren Singles platzierten sich nur in den Sparten „Adult Pop Songs“ und „Adult Contemporary“ unter den ersten 20 Titeln. Die 2008 veröffentlichte Neuauflage Continuum (Revised) konnte ebenfalls in die Charts einsteigen.
In Deutschland war Continuum für fünf Wochen in den Charts und platzierte sich mit Platz 39 deutlich besser als die vorherigen Veröffentlichungen Mayers.
| ChartsChartplatzierungen       | Höchstplatzierung | Wochen |
| ------------------------------ | ----------------- | ------ |
| Deutschland (GfK)              | 39 (5 Wo.)        | 5      |
| Vereinigte Staaten (Billboard) | 2 (128 Wo.)       | 128    |
| Vereinigtes Königreich (OCC)   | 46 (3 Wo.)        | 3      |

| ChartsJahrescharts (2006)      | Platzierung |
| ------------------------------ | ----------- |
| Vereinigte Staaten (Billboard) | 69          |

| ChartsJahrescharts (2007)      | Platzierung |
| ------------------------------ | ----------- |
| Vereinigte Staaten (Billboard) | 34          |

| ChartsJahrescharts (2008)      | Platzierung |
| ------------------------------ | ----------- |
| Vereinigte Staaten (Billboard) | 107         |

### Auszeichnungen für Musikverkäufe
| Land/Region                  | Auszeichnungen für Musikverkäufe (Land/Region, Auszeichnung, Verkäufe) | Verkäufe  |
| ---------------------------- | ---------------------------------------------------------------------- | --------- |
| Australien (ARIA)            | 2× Platin                                                              | 140.000   |
| Dänemark (IFPI)              | 4× Platin                                                              | 80.000    |
| Kanada (MC)                  | 3× Platin                                                              | 300.000   |
| Neuseeland (RMNZ)            | 2× Platin                                                              | 30.000    |
| Niederlande (NVPI)           | Gold                                                                   | 25.000    |
| Vereinigte Staaten (RIAA)    | 4× Platin                                                              | 4.000.000 |
| Vereinigtes Königreich (BPI) | Gold                                                                   | 100.000   |
| Insgesamt                    | 2× Gold · 15× Platin ·                                                 | 4.675.000 |

Hauptartikel: John Mayer/Auszeichnungen für Musikverkäufe